# Eroe della Repubblica Cecena
L'Eroe della Repubblica Cecena (in russo Герой Чеченской Республики?, Geroj Čečenskoj Respubliki) è il più alto titolo onorifico e la seconda onorificenza più alta della Repubblica Cecena, assegnato dal Capo della Repubblica per gli eccezionali servizi resi alla Repubblica e al suo popolo.

## Storia
Il premio è stato istituito il 31 ottobre del 2022 dal Leader della Cecenia, Ramzan Kadyrov. 

## Descrizione
La medaglia è composta da 70 g di oro 750 a forma di stella a otto punte con una falce di luna e stella al centro. Sulla parte frontale, in alto, c'è un'iscrizione "КЪОНАХ" ("Uomo degno" in ceceno). La parte inferiore è decorata con iscritto "АЛЛАХУ АКБАР. АХМАТ-СИЛА" ("Dio è grande" - "Akhmat è potere").
Sul retro è presente un doppio bordo, quello esterno di 0,8 mm, quello interno di 0,5 mm, la distanza tra loro è 0,6 mm. Al centro, orizzontalmente su tre linee, c'è l'iscrizione in rilievo “ГЕРОЙ ЧЕЧЕНСКОЙ РЕСПУБЛИКИ” ("Eroe della Repubblica Cecena" in russo). Nella parte inferiore sono incisi il numero di serie della medaglia e il titolo dell'oro.
La medaglia è collegata con un occhiello e un anello a una barra rettangolare alta 27 mm e larga 30 mm. La larghezza del nastro è di 24 mm. Sul retro della barra c'è una spilla per attaccare la medaglia ai vestiti.

## Assegnazione
L'onorificenza è assegnata ai cittadini per i servizi resi allo Stato e alle persone associate con la commissione di atti eroici.

## Insigniti
1. Ramzan Akhmatovič Kadyrov (24 febbraio 2023) [3]
2. Adam Sultanovič Delimkhanov (16 aprile 2023)[4]
3. Sultan Zubajraevič Rašaev (16 aprile 2023)[4]
4. Sajdi Sajdusmanovič Lorsankaev (16 aprile 2023)[4]
5. Anzor Saladievič Bisaev (16 aprile 2023)[4]
6. Magomed Salaudinovič Tušaev (16 aprile 2023)[4]
7. Adam (Aslan) Džamaulovič Khizriev (16 aprile 2023)[4]
8. Šarip Sultanovič Delimkhanov (16 aprile 2023)[4]
9. Ismail Mayrbekovič Aguev (16 aprile 2023)[4]
10. Ruslan Shakaevič Alchanov (16 aprile 2023)[4]
11. Ruslan Abdulsaidovič Geremeev (16 aprile 2023)[4]
12. Magomed Khožakhmedovič Daudov (6 ottobre 2023)
13. Adam Ramzanovič Kadyrov (6 ottobre 2023)[5]
14. Abuzajd Džandarovič Vismuradov (6 ottobre 2023) [6]
15. Alikhan Garmanovič Cakaev (6 ottobre 2023)
16. Khas-Magomed Shakhmomedovič Kadyrov (6 ottobre 2023)[7]
17. Aslan Salmanovič Iraskhanov (6 ottobre 2023)
18. Gajrbek Zaurbekovič Delimkhanov (6 ottobre 2023)
19. Apti Aronovič Alaudinov (4 novembre 2023) [8]
20. Tenente Ali Berdukaev (agosto 2024; postumo)[9]
21. Salambek Bisaev[10]
22. Temirkhan Inasalamov[10]
23. Magomed Makhalaev[10]
24. Magomed Dzakaev[11]
25. Abdul Umarov[11]
26. Umar Saltaev[11]
27. Anzor Bačaev[11]
28. Umar Khizirov[12]